# Xenacoelomorpha
Xenacoelomorpha is een kleine stam van eenvoudige ongewervelde dieren, bestaande uit de twee zustergroepen Xenoturbellida en Acoelomorpha. Het zijn eenvoudige in het water levende diertjes, die geen coeloom (embryonale lichaamsholte) hebben. De stam is gebaseerd op morfologische synapomorfieën en later nog eens bevestigd door fylogenetische analyses van moleculaire gegevens. Xenacoelomorpha zijn een zustergroep van de Nephrozoa waardoor ze de Bilateria in twee groepen verdelen.

## Kenmerken

### Zenuwstelsel
De Xenacoelomorpha bezitten een eenvoudig zenuwstelsel. In sommige gevallen worden de zenuwen samengeperst tot zenuwbundels op verschillende plaatsen in het lichaam. Bovendien hebben Xenacoelomorpha een epidermaal zenuwstelsel, dat wil zeggen dat de zenuwen dicht tegen de huid gelegen zijn. Ze bezitten nooit hersenen.

### Spijsvertering
Sommige Xenacoelomorphen (de Xenoturbellida en Nemertodermatida) missen een typisch stomatogastrisch systeem, met andere woorden ze hebben geen echte darm. Acoela daarentegen hebben wel darmen.

### Evenwicht
Het evenwichtsorgaan statocyst is aanwezig in alle Xenacoelomorpha, hetzij met verschillende ultrastructuren.

### Grootte
Xenacoelomorpha hebben een grootte van 100 µm - 4 cm.

## Voorkomen
Buiten een paar uitzonderingen, leven alle Xenacoelomorpha in zoutwater, zoals in zeeën en oceanen.

## Taxonomie
Men was voor een lange tijd niet zeker van de plaats van Xenacoelomorpha in het dierenrijk. Sommige wetenschappers formuleerde dat deze een zustergroep was van alle overblijvende Bilateria (ook wel Nephrozoa), terwijl anderen zeiden dat het een groep was in de Deuterostomata. Nu is het dus met zekerheid een zustergroep van de Nephrozoa.
- Bilateria
  - Nephrozoa
  - Stam Xenacoelomorpha
    - Onderstam Acoelomorpha
    -  Onderstam Xenoturbellida